# Norvège aux Jeux olympiques d'été de 1988
La Norvège participe aux Jeux olympiques d'été de 1988 à Séoul. 70 athlètes norvégiens, 44 hommes et 26 femmes, ont participé à des compétitions dans 11 sports. Ils y ont obtenu 5 médailles : 2 d'or et 3 d'argent.

## Médailles
| Médaille | Discipline | Épreuve                | Athlète | Performance | Date |
| -------- | ---------- | ---------------------- | --- | ----------- | ---- |
| Or       | Tir        | Cible mouvante 10 m    | Tor Heiestad |             |      |
| Or       | Lutte      | Poids mouche, 48-52 kg | Jon Rønningen |             |      |
| Argent   | Voile      |                        | Ole Pollen et Erik Bjørkum |             |      |
| Argent   | Aviron     | Quatre de couple       | Alf Hansen, Vetle Vinje, Rolf Thorsen et Lars Bjønness |             |      |
| Argent   | Handball   | Femmes                 | Cathrine Svendsen, Heidi Sundal, Hanne Hegh, Hanne Hogness, Karin Singstad, Trine Haltvik, Ingrid Steen, Karin Pettersen, Annette Skotvoll, Kristin Midthun, Kjerstin Andersen, Berit Digre, Susann Goksør, Marte Eliasson, Vibeke Johnsen |             |      |